# Юл, Билли
Уильям Юл (англ. William Yule; род. около 1954 года) — американский музыкант, наиболее известный тем, что был временным барабанщиком The Velvet Underground во время их знаменитого летнего выступления 1970 года в Max’s Kansas City, подменяя Морин Такер, пока она была в декретном отпуске.

## 1970
Когда в начале 1970 года постоянная барабанщица Velvet Underground Морин Такер забеременела и ушла в декретный отпуск, потребовалась временная замена для выполнения концертных обязательств группы. Басист Дуг Юл, который в 1968 году заменил члена-основателя Джона Кейла, предложил своего младшего брата Билли, которому тогда было шестнадцать лет; он был принят.
Юл сразу же начал репетировать с группой (Дуг Юл, Лу Рид и Стерлинг Моррисон) и дебютировал 24 июня в клубе Max's Kansas City в Нью-Йорке, во время легендарного двухмесячного выступления группы. Помимо выступления в Max’s, он сыграл на ударных в двух песнях четвёртого альбома группы Loaded. Он играл с группой до окончания выступлений 28 августа, после чего они временно прекратили свою деятельность, чтобы справиться от потери вокалиста Рида, который внезапно ушёл из группы 23 августа. Когда они вновь собрались с Дугом Юлом на вокале и гитаре и Уолтером Пауэрсом на басу, Морин Такер также вернулась из декретного отпуска, завершив пребывание Билли Юла в группе. Два концерта; один в июле, а другой 23 августа, были записаны на плёнку и отредактированы для создания концертного альбома Live at Max's Kansas City. Юл играет на всех композициях.
На последней сессии записи альбома Loaded, который они записывали одновременно с выступлением в Max’s Kansas City, Билли Юл также играл на ударных. Две из песен, записанных с Юлом, «Lonesome Cowboy Bill» и «Oh! Sweet Nuthin'», вошли в альбом, а третья песня, «Ocean», была включена в бокс-сет 1995 года Peel Slowly and See.

## 1973
Группа с участием Билли и Дуга Юлов выступала в барах Новой Англии в 1973 году, и менеджер, несмотря на возражения участников, ошибочно назвал её The Velvet Underground. В конце мая 1973 года группа и менеджер расстались, и с названием The Velvet Underground было покончено. Предпоследний концерт из этого тура, состоявшийся 27 мая 1973 года в Бостоне, был записан на плёнку и в итоге был выпущен на Final V.U. 1971—1973 (2001).

## Дискография
Все выступления с The Velvet Underground.
- Loaded (1970, два трека)
- Live at Max's Kansas City (1972, записан в 1970, все треки)
- Final V.U. 1971-1973 (2001, записан в 1973, десять треков)